# Leon Russell
Leon Russell (* 2. April 1942 in Lawton als Claude Russell Bridges; † 13. November 2016 in Nashville) war ein US-amerikanischer Sänger, Songschreiber, Pianist und Gitarrist. Als Studiomusiker spielte Russell mit sehr unterschiedlichen Interpreten und Bands wie Jerry Lee Lewis, Phil Spector und den Rolling Stones. Seine Solokarriere umfasste die Genres Rock, Blues, Country und Gospel.

## Leben
Russell begann seine musikalische Karriere mit 14 Jahren, als er mit Ronnie Hawkins und Jerry Lee Lewis in Tulsa, Oklahoma, auftrat. Zwei Jahre später studierte er in Los Angeles, zusammen mit James Burton, Gitarre und spielte unter anderem bei Glen Campbell.
Als Mitglied der Wrecking Crew-Studiogruppe von Phil Spector war Russell an den Hits vieler Stars der 1960er beteiligt, darunter die Beach Boys, Byrds, Gary Lewis & the Playboys und Herb Alpert. 1967 baute er ein eigenes Studio auf und produzierte sein erstes Soloalbum Look Inside the Asylum Choir. Er schrieb für Joe Cocker den Hit Delta Lady (1969) und organisierte dessen Tour Mad Dogs & Englishmen. Kurz darauf erschien sein zweites Soloalbum Leon Russell mit dem Hit A Song for You, der u. a. von Donny Hathaway, den Carpenters, Ray Charles, Simply Red, Michael Bublé (feat. Chris Botti), Amy Winehouse und Richie Sambora gecovert wurde.
1971 trat Russell auf dem von George Harrison organisierten Konzert für Bangladesh auf. Er hatte zuvor mit B. B. King, Eric Clapton und Bob Dylan Aufnahmen gemacht. Sein Soloalbum Carney erreichte Platz 2 der amerikanischen Charts. 1975 heiratete Russell Mary McCreary, die zuvor in der Gesangsgruppe Little Sister von Sly & the Family Stone mitgewirkt hatte. Die beiden arbeiteten bei verschiedenen Alben zusammen. Seit 1979 wirkte Russell bei verschiedenen Projekten mit Willie Nelson zusammen. Russell brachte danach weitere Alben heraus, zuletzt zusammen mit seinen Töchtern Tina Rose und Sugaree Noel.
Im November 2009 begann Russell, zusammen mit Elton John und Bernie Taupin Songs für das Album The Union mit John zu schreiben, das am 22. Oktober 2010 erschien. 2011 wurde Russell in die Rock and Roll Hall of Fame (Kategorie „Sidemen“, Keyboard) aufgenommen. Ab dem 24. Juli 2011 war Leon Russell Vorband bei Bob Dylans Konzerten in den USA. Im September 2015 spielte er auf dem Lockn’ Festival in Arrington, Virginia, ein Konzert mit Stücken von der Mad Dogs & Englishmen-Tour zur Erinnerung an Joe Cocker mit der Tedeschi Trucks Band, Chris Stainton, Rita Coolidge und anderen Musikern der damaligen Tourband. Russell starb am 13. November 2016 im Alter von 74 Jahren in Nashville. Elton John und Yusuf Islam reagierten mit Bestürzung auf den Tod Russells und betonten seinen großen Einfluss auf sie.

## Diskografie (Auswahl)
- Leon Russell, 1970
- Leon Russell and the Shelter People, 1971
- Carney, 1972
- Leon Live, 1973
- Hank Wilson’s Back, 1973
- Looking Back, 1973
- Stop All That Jazz, 1974
- Will O the Wisp, 1975
- Americana, 1978
- Life and Love, 1979
- One for the Road, 1979 (mit Willie Nelson)
- The Live Album, 1981 (mit New Grass Revival)
- Hank Wilson, Vol. 2, 1984
- Solid State, 1984
- Anything Can Happen, 1992
- Crazy Love, 1992
- Hank Wilson, Vol. 3: Legend in My Time, 1998
- Face in the Crowd, 1999
- Blues: Same Old Song, 1999
- Live at Gilley’s, 2000
- Guitar Blues, 2001
- Signature Songs, 2001
- Rhythm & Bluegrass: Hank Wilson, Vol. 4, 2001 (mit New Grass Revival)
- Moonlight & Love Songs, 2002 (mit Nashville Symphony Orchestra)
- In Your Dreams, 2003
- Almost Piano, 2003
- A Mighty Flood, 2006
- Angel in Disguise, 2007
- Bad Country, 2008
- The Union, 2010 mit Elton John
- Life Journey, 2014
- On a Distant Shore, 2017

mit Midnight String Quartet
- Rhapsodies for Young Lovers, 1966

mit Marc Benno (Asylum Choir)
- Look Inside the Asylum Choir, 1968
- Asylum Choir II, 1971

mit Joe Cocker
- Mad Dogs & Englishmen, 1970

mit Mary Russell
- Wedding Album, 1976
- Make Love to the Music, 1977